# Fasciïtis necrosant
La fasciïtis necrosant és una infecció que provoca la necrosi o mort dels teixits tous del cos. És una malaltia greu d'aparició sobtada que es propaga ràpidament. Els símptomes inclouen una coloració de vermella o porpra de la pell afectada, dolor sever, febre i vòmits. Les zones més comunament afectades són les extremitats i el perineu.

## Diagnosi
Típicament, la infecció entra al cos a través d'una falta de continuïtat en la pell, com un tall o una cremada. Els factors de risc inclouen la funció immunitària pobra tal com de diabetis o càncer, obesitat, alcoholisme, ús de drogues intravenoses, i malaltia vascular perifèrica. Habitualment no s'escampa entre les persones. La malaltia es classifica en quatre tipus, depenent de l'organisme infectant. Entre el 55% i el 80% dels casos està implicat més d'un tipus de bacteri. El Staphylococcus aureus resistent a la meticil·lina (MRSA) està implicat fins a un terç dels casos. L'aspecte i l'evolució són útils per confirmar el diagnòstic.

## Tractament
La prevenció és basa en una bona cura de les ferides i el rentada de mans. Es tracta generalment amb cirurgia per extirpar el teixit infectat i antibiòtics intravenosos. Sovint s'utilitzen una combinació d'antibiòtics com penicil·lina G, clindamicina, vancomicina i gentamicina. Els retards en la cirurgia s'associen amb un major risc de mort. Tot i un tractament d'alta qualitat el risc de mort es troba entre un 25% i un 35%.

## Epidemiologia
La fasciïtis necrosant afecta d'un 0,4 - 1 persona per 100.000 a l'any. Tots dos sexes es veuen afectats per igual. És més habitual entre persones d'edat avançada i és molt poc freqüent en nens. La fasciïtis necrosant ja era coneguda per Hipòcrates. El terme "fasciïtis necrosant" es va començar a utilitzar el 1952.

## Història
Els coneixements i les nocions sobre fascitis necrosant han anat variant durant la història, des del seu descobriment fins a l'actualitat. Ha estat descrita a l'antiguitat amb altres noms, però la similitud dels símptomes descrits demostren que es tracta de fascitis necrosant. Se'n van obtenir referències per Hipòcrates, Galè i Avicena. Al segle XVIII va ser anomenada «úlcera maligna». És durant el 1820 quan el cirurgià militar Joseph Jones dona detalls sobre aquesta afecció, que anomena «gangrena d'hospital». Durant els anys següents, la fascitis necrosant va ser coneguda i temuda als hospitals de guerra, mentre que a hospitals civils era difícil de trobar. Fins al segle XX se la va seguir anomenant Gangrena d'hospital, o si no, Fagedeno. El 1883, Fournier publica el seu treball sobre la gangrena del perineu i els genitals. Aquesta variant de fascitis necrosant és anomenada gangrena de Fournier fins i tot a l'actualitat. Durant el segle xx va ser anomenada de diverses maneres, entre elles «erisipel·la necrosant» i «Gangrena estreptocòccica aguda hemolítica». L'any 1952 es va arribar a l'actual denominació de fascitis necrotitzant encunyada per B. Wilson. Aquest nou terme incloïa ja els dos tipus de fascitis necrosant.